# Григорович, Виктор Иванович
Ви́ктор Ива́нович Григоро́вич (30 апреля [12 мая] 1815—19 [31] декабря 1876) — российский филолог-славист, историк, профессор Казанского, Московского и Новороссийского университетов.

## Биография
Родился в городе Балта Подольской губернии в семье исправника; по национальности его родители: отец — украинец, мать — полька.
Окончил униатское училище базилиан в Умани, в котором находился с 8 до 15 лет. В 1830—1833 годах учился в Харьковском университете и после окончания этико-филологического отделения философского факультета поступил на службу в Санкт-Петербурге, но спустя несколько месяцев подал в отставку и с января 1834 года стал студентом Дерптского университета, где изучал классическую филологию. В начале 1839 года был направлен в Казанский университет для приготовления к занятию кафедры истории и литературы славянских наречий. За исследование «Опыт изложения литературы словен в её главнейших эпохах» (1842) получил степень магистра, в которой был утверждён в феврале 1843 года. Одновременно в 1839—1841 годах он преподавал в университете греческий язык.
С августа 1844 года по апрель 1847 года находился в заграничной командировке. В своей автобиографии писал:

Начав с Константинополя и Солуни, я посетил Святую гору Афонскую и прошел в разных направлениях Македонию, Фракию и Мидию, то есть земли Болгарские до Дуная. Затем через Валахию отправился я в австрийскую империю. Там, через Банат и собственно Венгрию, достиг Вены и оттуда посетил на юге: Краину, Венецию, Далмацию, Черногорию, Кроацию, Славонию; на севере: Моравию и Чехию. Через Дрезден, Лейпциг, Берлин и Кенигсбрег я возвратился в отечество.— Биографический словарь профессоров и преподавателей Московского университета. Т. 1. — М., 1885. — С. 272.
Путешествуя по западнославянским землям, приобрёл ряд ценных рукописей, но издать их не смог. Однако опубликовал «Очерк учёного путешествия по Европейской Турции» (1848). Им была привезена в Россию Хлудовская псалтирь, а также один из самых древних памятников словесности — Мариинское Евангелие.
В мае 1847 года он был назначен исправляющим должность экстраординарного профессора Казанского университета, а в октябре 1848 года, в связи с отставкой попавшего в опалу О. М. Бодянского, он был переведён на должность ординарного профессора истории и литературы славянских наречий в Московский университет, где читал лекции в течение первого семестра 1849/1850 учебного года, но уже в декабре 1849 года, из-за отказа Бодянского переезжать в Казань, вернулся в Казанский университет — исправляющим должность ординарного профессора. Короткое пребывание В. Григоровича в Московском университете не прошло бесследно, о чём свидетельствует например, тот факт, что учившийся тогда в университете будущий славист А. Ф. Гильфердинг считал В. И. Григоровича своим учителем (наряду с О. М. Бодянским).

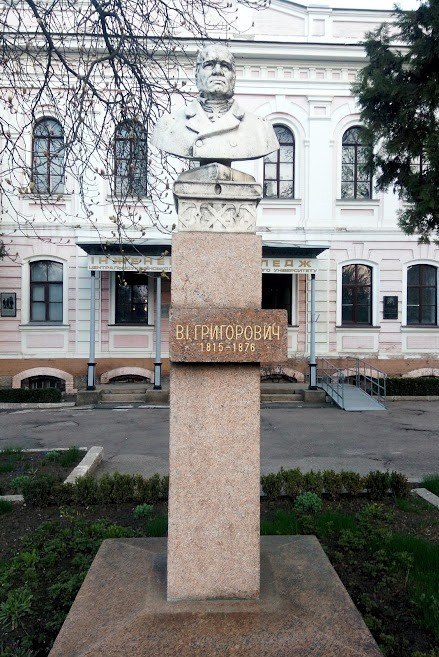
Бюст В. И. Григоровичу в Кропивницком

В 1851 году В. И. Григорович был избран членом-корреспондентом Петербургской Академии наук. Кроме Казанского университета он также читал лекции по славистике в Казанской духовной академии (1854—1856)
В Казани преподавал до сентября 1863 года, когда был утверждён в степени доктора славяно-русской филологии honoris causa и вышел в отставку.
С 1 мая 1865 года по 1876 заведовал кафедрой славяноведения Новороссийского университета в Одессе; был первым деканом историко-филологического факультета; с 23 декабря 1866 года — действительный статский советник.
В 1876 году в звании заслуженного профессора вышел в отставку, в сентябре переехал в Елисаветград, где умер 19 (31) декабря 1876 года.
Почётный член Московского университета с 1876 года.

## Сочинения
- Краткое обозрение славянских литератур.
- Славянские древности. Курс лекций. — Варшава, 1882
- Опыт изложения литературы словен (1844)
- Статьи, касающиеся древнего славянского языка (1852)
- О Сербии в её отношении к соседним державам в XIV—XV вв. (1859)
- Записка о пособиях к изучению южно-русской земли, находящихся в Военно-учёном архиве Главного штаба, с приложением карты земли Узу, или Эдисана, 1791 года (1876)
- Очерк путешествия по Европейской Турции. — М., 1877.
- Донесения В. И. Григоровича об его путешествии по славянским землям. — Казань, 1915.
- Собрание сочинений Виктора Ивановича Григоровича (1864—1876) / Издание историко-филологического Общества при имп. Новороссийском университете под ред. М. Г. Попруженко. — Одесса: «Экономическая» тип., 1916.

## Награды
- орден Св. Станислава 2-й ст. с императорской короной (1859)
- орден Св. Анны 2-й ст. с императорской короной (1862)
- орден Св. Владимира 3-й ст. (1870)
- орден Св. Станислава 1-й ст. (1872)
- орден Св. Анны 1-й ст. (1874)

## Память
- Памятники Григоровичу в Кропивницком[8][9]